# Elena Apollonio
Elena Maria Apollonio (Bergamo, 17 settembre 1976) è un'ex velocista italiana.

## Biografia
Nel 1997 ha partecipato ai Mondiali indoor, venendo eliminata in batteria con il tempo di 24"10; sempre nel medesimo anno ha anche partecipato agli Europei under 23, gareggiando nei 200 m, e venendo eliminata in batteria con il tempo di 24"00. Nel 1998 ha invece partecipato agli Europei, conquistando un settimo posto con la staffetta 4 × 100 m con il tempo di 44"46. In carriera ha conquistato complessivamente 3 medaglie ai campionati italiani assoluti, più 2 medaglie ai campionati italiani assoluti indoor. Il suo tempo di 23"93 nei 200 m indoor, stabilito a Liévin il 1º marzo 1997 in un incontro con la nazionale under 23, è il decimo miglior tempo italiano di sempre in tale specialità.

## Palmarès
| Anno | Manifestazione  | Sede     | Evento      | Risultato | Prestazione | Note |
| ---- | --------------- | -------- | ----------- | --------- | ----------- | ---- |
| 1997 | Mondiali indoor | Parigi   | 200 m piani | Batteria  | 24"10       |      |
| 1997 | Europei U23     | Turku    | 200 m piani | Batteria  | 24"00       |      |
| 1997 | Europei U23     | Turku    | 4 × 100 m   | Bronzo    | 44"73       |      |
| 1998 | Europei         | Budapest | 4 × 100 m   | 7ª        | 44"46       |      |

## Campionati nazionali
1997
- 6ª ai campionati italiani assoluti, 100 m piani - 11"59

1998
- Argento ai campionati italiani assoluti, 100 m piani - 11"78
- Oro ai campionati italiani assoluti, 200 m piani - 23"67
- Bronzo ai campionati italiani assoluti indoor, 200 m piani - 24"19
- Argento ai campionati italiani promesse, 100 m piani - 11"89

1999
- 7ª ai campionati italiani assoluti, 100 m piani - 12"00
- 7ª ai campionati italiani assoluti, 200 m piani - 24"67
- 6ª ai campionati italiani assoluti indoor, 60 m piani - 7"60

2000
- Bronzo ai campionati italiani assoluti, 200 m piani - 23"89
- 6ª ai campionati italiani assoluti indoor, 60 m piani - 7"68

2001
- 7ª ai campionati italiani assoluti, 400 m piani - 55"23
- 6ª ai campionati italiani assoluti indoor, 60 m piani - 7"66
- Bronzo ai campionati italiani assoluti indoor, 200 m piani - 24"25